# Sędziszów Małopolski
Sędziszów Małopolski è un comune urbano-rurale polacco del distretto di Ropczyce-Sędziszów, nel voivodato della Precarpazia.
Ricopre una superficie di 154,29 km² e nel 2005 contava 22 588 abitanti.